# Graminea
Graminea is een kevergeslacht uit de familie van de boktorren (Cerambycidae). De wetenschappelijke naam van het geslacht werd voor het eerst geldig gepubliceerd in 1864 door Thomson.

## Soorten
Graminea omvat de volgende soorten:
- Graminea annulata Galileo & Martins, 1990
- Graminea hispida Galileo & Martins, 1990
- Graminea inca Galileo & Martins, 1990
- Graminea multicava Galileo & Martins, 1990
- Graminea rubra Martins & Galileo, 2006
- Graminea tomentosa Thomson, 1864